# Tagoloan, Lanao del Sur
Tagoloan II is een gemeente in de Filipijnse provincie Lanao del Sur in het noorden van het eiland Mindanao. Bij de laatste census in 2007 had de gemeente ruim 11 duizend inwoners.

## Geografie

### Bestuurlijke indeling
Tagoloan II is onderverdeeld in de volgende 19 barangays:
| - Bagoaingud - Bantalan - Bayog - Cadayonan - Dagonalan - Dimalama - Gayakay - Inodaran - Kalilangan - Kianibong | - Kingan - Kitaon - Maimbaguiang - Malinao - Malingon - Mama-an Pagalongan - Marawi - Sigayan - Tagoloan Poblacion |

## Demografie
Tagoloan II had bij de census van 2007 een inwoneraantal van 11.144 mensen. Dit zijn 2.430 mensen (27,9%) meer dan bij de vorige census van 2000. De gemiddelde jaarlijkse groei komt daarmee uit op 3,45%, hetgeen hoger is dan het landelijk jaarlijks gemiddelde over deze periode (2,04%). Vergeleken met de census van 1995 is het aantal mensen met 3.384 (43,6%) toegenomen.

De bevolkingsdichtheid van Tagoloan II was ten tijde van de laatste census, met 11.144 inwoners op 288,13 km², 38,7 mensen per km².